# Erik Tychsen
Erik Tychsen (5. august 1940 – 13. marts 2002) var en dansk folkeskolelærer og politiker og borgmester i den gamle Billund Kommune fra 1982 til 2002 valgt for Venstre.
Tychsen blev uddannet lærer fra Kolding Seminarium i 1967. Herefter bosatte han sig i Billund med stilling på Enggårdsskolen. Allerede i 1970 blev han indvalgt i kommunalbestyrelsen, fra 1974 til 1978 var han formand for socialudvalget. I 1982 blev han valgt som borgmester, en post han besad i 20 år, indtil han 3. januar 2002 afgik på grund af sygdom. I den forbindelse overgik hans borgmesterpost til partikollegaen Preben Jensen.